# Ямы (Киевская область)
Ямы (укр. Ями) — село, входит в Сквирский район Киевской области Украины.
Население по переписи 2001 года составляло 49 человек. Почтовый индекс — 09003. Телефонный код — 4568. Занимает площадь 0,67 км². Код КОАТУУ — 3224081803.

## Местный совет
09005, Київська обл., Сквирський р-н, с.Домантівка, вул.Радянська,77